# راقصة الباليه (فلم 2023)
راقصة الباليه (بالكورية: 발레리나)، هو فيلم إثارة وأكشن كوري جنوبي صدُر عام 2023 من تأليف وإخراج لي تشونغ-هيون. الفيلم من بطولة جيون جونغ-سيو، وكيم جي-هون، وبارك يو-ريم.
عُرض الفيلم لأول مرة في مهرجان بوسان السينمائي الدولي الثامن والعشرين في قسم "السينما الكورية اليوم – العرض الأول الخاص" في 5 أكتوبر 2023. ثم بُث عالميًا على منصة نتفليكس اعتبارًا من 6 أكتوبر 2023.

## روابط خارجية
- مقالات تستعمل روابط فنية بلا صلة مع ويكي بيانات
- راقصة الباليه على هانسينما